# Crossyne
Crossyne, rod od dvije vrste afričkog bilja iz porodice zvanikovki. Obje vrste su lukovičasti geofiti i južnoafrički su endemi.
Obje vrste nekada su uključivane u rod Boophone.

## Vrste
1. Crossyne flava (W.F.Barker ex Snijman) D.Müll.-Doblies & U.Müll.-Doblies
2. Crossyne guttata (L.) D.Müll.-Doblies & U.Müll.-Doblies